# 샌디훅 초등학교 총기 난사 사건
샌디훅 초등학교 총기 난사 사건(영어: Sandy Hook Elementary School shooting)은 2012년 12월 14일 오전 9시 35분, 미국 코네티컷주 뉴타운 샌디훅의 샌디훅 초등학교에서 아담 란자(Adam Lanza, 1992.04.22 ~ 2012.12.14)가 6세에서 7세 사이의 어린이 20명과 성인 직원 6명을 포함해 26명을 총으로 살해한 사건이다. 그날 아침, 학교로 운전하기 전에, 그는 뉴타운의 집에서 그의 어머니를 총으로 쏴 죽였다. 최초 대응자들이 학교에 도착하자 란자는 머리에 총을 쏴 자살했다.
이 사건은 미국 역사상 초등학교에서 일어난 가장 치명적인 총기 사건이며, 전체적으로는 네 번째로 가장 치명적인 총기 사건이다. 이번 총기 난사사건은 신원조회 시스템을 보편화하자는 제안과 10발 이상의 탄약을 가진 특정 종류의 반자동 총기 및 잡지의 판매와 제조를 금지하는 새로운 연방 및 주 총기 법안을 포함한 미국의 총기 규제에 대한 새로운 논쟁을 불러일으켰다.
2013년 11월 코네티컷주 변호사 사무소에 의해 발표된 보고서는 란자가 단독으로 행동하고 그의 행동을 계획했지만, 왜 그렇게 했는지 또는 왜 학교를 목표로 삼았는지에 대한 어떠한 표시도 제공하지 않았다고 결론지었다. 2014년 11월 아동보호국이 발표한 보고서에 따르면 란자는 아스퍼거 증후군을 앓았고 10대 때 우울증과 불안감, 강박장애를 앓았지만 "그의 살인 행위를 유발하지 않았다"고 결론 내렸다. 보고서는 이어 "그의 심각하고 악화되고 있는 내면화된 정신 건강 문제들은 폭력에 대한 비정상적인 선입견과 함께... 그리고 치명적인 무기에 대한 접근은 대량 살인의 원인이 되었다"고 말했다.

## 같이 보기
- 베슬란 학교 인질사건
- 2015년 찰스턴 교회 총격 사건
- 로브 초등학교 총기 난사 사건 (2022년)